# Тижу, Ана
Ана Тижу или Анита Тижу (исп. Ana/Anita Tijoux; полное имя — Анамария Мерино Тижу, исп. Anamaria Merino Tijoux; родилась 12 июня 1977) — франко-чилийская певица. В конце 1990-х была известна в странах Латинской Америки как MC хип-хоп группы Makiza.
Более широкую известность вне этих стран Тижу получила после выпуска своего второго сольного альбома 1977, одноимённая песня которого вошла в саундтрек к сериалу «Во все тяжкие» и к видеоигре «FIFA 11».

## Биография
Ана родилась во французском городе Лилль и является дочерью чилийских эмигрантов, которые покинули страну после военного переворота 1973 года в Чили и переселились во Францию. Уже через год после её рождения вся семья переехала в Париж. В 1983 году, в возрасте шести лет, Тижу впервые уехала из Франции чтобы навестить своих бабушку и дедушку в Чили, а в 1990 году вместе со своей семьёй переехала туда насовсем.

### Makiza
В 1997 году вошла в состав новой группы Makiza. В следующем году ими был выпущен первый совместный альбом Vida salvaje.
Их следующий альбом, Aerolíneas Makiza, выпустила компания Sony Music Entertainment в 1999 году, которая после успеха группы Tiro de Gracia заинтересовалась чилийским рэпом. В следующем году они выпустили кавер-версию песни «Somos tontos, no pesados» группы Los Tres, которая оказалась их заключительной совместной работой, так как в том же году группа прекратила существование из-за занятости её в членов в своих личных проектах.
В 2001 году Тижу вернулась во Францию, где записала свой первый сольный трек «Santiago Penando Estás» для трибьют-альбома памяти певицы Виолетты Парры  Después de Vivir un Siglo, который вышел как во Франции, так и в Чили.
Через два года, в 2003, снова вернулась в Чили, где начала принимать участие в некоторых музыкальных проектах: выступала с фанк-группой Alüzinati и совместно с мексиканской певицей Джульетой Венегас записала песню «Lo que tú me das», которая стала саундтреком к чилийскому фильму «Subterra».
В 2004 году группа снова воссоединилась и ещё через год выпустила свой третий альбом Casino Royale. Однако в 2006 году Тижу окончательно покинула группу и начала свою сольную карьеру.

### Сольная карьера
В ноябре 2006 года Тижу впервые дебютировала как сольная артистка выпустив свой первый сингл «Ya no fue». Из-за проблем с лейблом её первый альбом La Oreja так и не был выпущен. В том же году она вновь начала сотрудничать с Венегас и записала вместе с ней песню «Eres para mi» для альбома Limon y sal.
В сентябре 2007 Ана выпустила свой первый сольный альбом под независимым лейблом Oveja Negra, он получил название Kaos, а двумя годами позже, в октябре 2009, вышел 1977 названный по году её рождения. Второй альбом стал её возвращением к исполнению рэпа и был выдержан в духе песен времён «золотого века хип-хопа». После выпуска 1977 Тижу получила известность и за пределами Латинской Америки. В марте 2010 года Ана начала свой первый гастрольный тур по США. В мае того же года Том Йорк, солист группы Radiohead, сообщил, что ему нравится этот альбом и посоветовал всем своим поклонникам его послушать. Заглавную песню альбома он назвал одной из лучших песен лета.
В 2011 году песня «1977» была включена как саундтрек к игре «FIFA 11». Она также звучит в пятой серии четвёртого сезона сериала «Во все тяжкие».

## Дискография

### С Makiza
- 1998 Vida Salvaje
- 1999 Aerolíneas Makiza
- 2005 Casino Royal

### Сольные альбомы
- 2007 Kaos[англ.]
- 2009 1977[англ.]
- 2011 Elefant Mixtape[англ.][6]
- 2011 La Bala[англ.]
- 2014 Vengo[англ.]

### Синглы
| Название                                   | Год  | Места в чартах | Статус | Альбом  |
| ------------------------------------------ | ---- | -------------- | ------ | ------- |
| Название                                   | Год  | CHI            | Статус | Альбом  |
| «Ya no fue»                                | 2006 | —              |        | —       |
| «Despabílate»                              | 2007 | 68             |        | Kaos    |
| «Gol» (вместе с Джульеттой Венегас)        | 2008 | 37             |        | Kaos    |
| «A veces» (вместе с Hordatoj)              | 2008 | —              |        | Kaos    |
| «1977»                                     | 2010 | 87             |        | 1977    |
| «Partir de cero»                           | 2010 | —              |        | 1977    |
| «Crisis de un MC»                          | 2010 | —              |        | 1977    |
| «Shock»                                    | 2011 | 70             |        | La bala |
| «Sacar la voz» (вместе с Хорхе Дрекслером) | 2012 | 55             |        | La bala |
| «Mi verdad»                                | 2012 | —              |        | —       |
| «Vengo»                                    | 2014 | 94             |        |         |

### Сотрудничество
- Uno, Dos Bandera — Control Machete
- Roda Do Funk — Funk Como Le Gusta
- «Lo que tú me das» — Джульета Венегас
- «Eres para mí» — Джульета Венегас
- Freno de Mano — Los Tres
- La Medicina — Los Tetas
- Supervielle — Bajofondo Tango Club
- Música Para Después del Almuerzo — Bitman & Roban
- E.L.H.Y.L.D. — Hordatoj
- Tú y tu mirar. Yo y mi canción — Los Bunkers
- No me digas — Sayag Jazz Machine
- Veneno — Aerstame
- Ayer — Hordatoj
- Hypnotized — Morcheeba
- «Somos sur» — Шадия Мансур
- «Hit Me», «Dreamers» — Molotov, MTV Unplugged (2018)[7]

## Номинации
| Год  | Премия             | Номинируемая работа | Категория                                                 | Результат |
| ---- | ------------------ | ------------------- | --------------------------------------------------------- | --------- |
| 2011 | «Грэмми»           | 1977                | Лучший латинский рок, городской или альтернативный альбом | Номинация |
| 2012 | «Латинская Грэмми» | La Bala             | Лучший альбом городской музыки                            | Номинация |
| 2013 | «Грэмми»           | La Bala             | Лучший латинский рок, городской или альтернативный альбом | Номинация |